# Kontextuell teologi
Kontextuell teologi utgår från att om man samtidigt menar att Gud är livets Gud, då kräver kunskap om Gud också tolkning av livet. Livstolkning i sin tur måste därför ta sin utgångspunkt i livet självt, så som vi känner det. 
Kontextuell teologi, jämför befrielseteologi, utgår från att sanningar inte enbart kan formuleras teoretiskt, utan också har en praktisk sida, att teoretisk förståelse alltid tar sig uttryck i det vardagliga livet och att sanningar därför aldrig kan begränsas till teoretiska utsagor. De menar att all teologi därför måste bedömas i ljuset av de konkreta konsekvenser som den ger eller kan ge upphov till. och att den praktiska sidan av sanningarna ofta försummas i traditionell teologi, något som ger teologin svåra brister. De menar att lekmän måste delta i utvecklingen av kunskapen om Gud. 
Ordet kontextuell betyder i detta sammanhang situationsberoende eller situationsbunden. Kontextuell teologi är alltså en teologi som tar sin utgångspunkt i de olika sammanhang där människor lever. Den tolkar Gud och Guds vilja och handlande utifrån de olika situationer, eller kontexter, som vi befinner oss i.
All teologi har alltid varit kontextuell, det vill säga beroende av den historiska situation där de teologiska tänkarna befunnit sig, även om de har gjort anspråk på att uttala universella sanningar, giltiga överallt. Det som skiljer en kontextuell teologi från en så kallad traditionell är bland annat denna uttalade medvetenhet om teologins situationsberoende.
Kontextuell teologi är medvetet partisk och tar ställning för, som Institutet för kontextuell teologi uttrycker det på sin webbplats de förtryckta, de osynliggjorda och de nedtystade och utgår från ett underifrånperspektiv. Utifrån ett kontextuellt teologiskt perspektiv menar man att man måste se skillnad på Guds ord och den världsbild som rådde då Bibeln skrevs ned, ja Guds Ord är Guds levande tilltal i olika ofullkomliga samhällssituationer och alltid ett befriande tilltal. 
En kontextuell teologi avskiljer inget särskilt rum för religiös verksamhet och drar inte gränser mellan religion, politik, miljöfrågor, genusfrågor, andlighet och så vidare. Det är inte bara fråga om att "hjälpa förtryckta", utan också om att analysera mekanismerna bakom förtrycket och agera mot dessa.
Broderskapsrörelsen var tidiga förespråkare för den kontextuella teologin och Per Frostin var en frontfigur.
Ekoteologin anses av många som den mest brännande frågan inom kontextuell teologi i dag.